# 야둥현

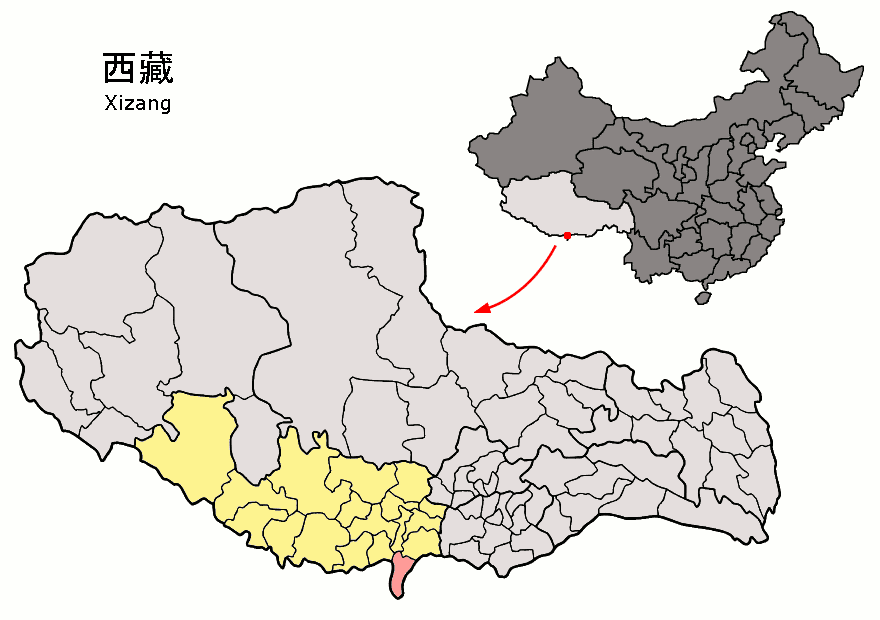
초모 현의 위치

야동 현(티베트어: གྲོ་མོ་རྫོང་ 초모 종, 중국어: 亚东县, 병음: Yàdōng Xiàn)은 티베트 자치구 르카쩌 지구의 현급 행정구역이다. 티베트의 국경 지대의 현이자 전통적인 시장으로 인도와의 국경 주변의 춤비 계곡의 입구에 위치한다. 히말라야산맥의 중앙부, 티베트 자치구의 남쪽에 놓여있다. 넓이는 5100km2이고, 인구는 2007년 기준으로 10,000명이다.

## 지리
북부 지역의 해발고도는 4300m이다. 연평균 기온은 0°C이고 1월 평균기온은 -9°C, 7월 평균기온은 8°C이다. 연평균 강수량은 410mm이고 무상일수는 150일이다.
남부 지역의 해발고도는 2000~3400m이다. 연평균 기온은 7.7°C이고 1월 평균기온은 0.2°C, 7월 평균기온은 14.4°C이다. 연평균 강수량은 873mm이고 무상일수는 210일이다.

## 행정 구역
2개 진, 5개 향을 관할한다.
- 진: 下司马镇, 帕里镇.
- 향: 下亚东乡, 堆纳乡, 上亚东乡, 吉汝乡, 康布乡.